# San Martín (Mendoza)
Libertador General San Martín o simplemente San Martín es la villa cabecera del departamento General San Martín y una de las ciudades más importantes de la provincia de Mendoza, Argentina.
Está situada en el centro-norte de la provincia, en el importante corredor carretero y ferroviario que une a Buenos Aires con la ciudad de Mendoza y con Santiago de Chile.
Forma, junto a la ciudad de La Colonia que se ubica en el Departamento Junín, un aglomerado urbano único que es el 3.º más poblado de la provincia: San Martín-La Colonia.
Forma parte de una de las regiones más importantes en cuanto a los vinos argentinos; la principal actividad económica es la vitivinicultura, destacándose por contar con el mayor número de viñedos y bodegas de la provincia de Mendoza.

## Toponimia
Contó con diversos nombres antes de tomar el actual de San Martín. Los dos primeros fueron La Reducción y Rodeo de Moyano, este último por ser el primer español en habitar estas tierras. Luego fue denominada Los Barreales, por lo anegadizo de las tierras ubicadas en la unión de los ríos Mendoza y Tunuyán. Villa de los Barriales fue el nombre original que tomó en su fundación. En 1823 sería designada como Villa Nueva de San Martín en honor al General José de San Martín, quien compró terrenos en la zona y fomentó su poblamiento y desarrollo durante la preparación para su campaña con el Ejército de los Andes. Con el tiempo el nombre devendría simplemente en San Martín.

## Historia
La toma española de las tierras que hoy conforman San Martín data de 1563, año en que el capitán Pedro Moyano Cornejo cruzó el río Mendoza y se instaló al este del mismo en las tierras que eran del cacique Pallamay. Las comarcas aborígenes que poblaban la zona, era la de los Chimbas, Tumbra y Uyata.
Estas tierras se conocieron originalmente como Rodeo de Moyano o también como La Reducción. Pronto el territorio mendocino fue subdividido en tres curatos regenteados por la Iglesia Católica, a uno de ellos pertenecía el actual San Martín. El primer sacerdote evangelizador fue el presbítero Simón Díaz de Sambrano. El ángulo formado por los ríos Mendoza y Tunuyán captó a los primeros pobladores españoles de la zona, y por su condición de tierras anegadizas luego se conoció el lugar como Los Barreales. La posta instalada en lo que hoy conocemos como San Martín fue también clave en su desarrollo, impulsando el crecimiento de la población. Con el correr de los años llegó el aprovechamiento de las aguas de los ríos cercanos mediante canales, que luego devendría en uno de los oasis de riego más importantes de Argentina.
Sin embargo, quien dio el definitivo impulso a la zona fue justamente el general José de San Martín, en los comienzos de la campaña militar que derivaría en la independencia de Chile y Perú. San Martín quería ayudar a los ejércitos del militar chileno Bernardo O'Higgins, y derrotar de esta forma a los realistas españoles; Mendoza era el lugar ideal para apuntalar esta iniciativa, y temeroso de que el lugar fuera invadido propició la población de la zona vendiendo las tierras de la zona. José de San Martín recibió 200 hectáreas, en las que fomentó el cultivo bajo riego de vid y frutales, y también el primer molino harinero.
La villa ya iba tomando forma, y el 20 de diciembre de 1816 el gobernador de Mendoza Toribio de Luzuriaga fundó formalmente la población con el nombre de Villa Nueva de los Barreales, a la que él mismo le adjuntaba «de San Martín» en su habla habitual y correspondencia. Apenas siete años más tarde, por un decreto del gobernador Pedro Molina, la ciudad se convirtió en la primera de un sinfín de poblados que homenajearían al general bautizándose con su nombre.
Otro hito fundamental fue la llegada del ferrocarril en 1885, que coincidió con el arribo de inmigrantes italianos y españoles. Con la construcción de los talleres del ferrocarril en la cercana Palmira, San Martín se convirtió en una de las estaciones ferroviarias más importantes del país. Finalmente, a mediados del siglo XX la construcción de la ruta Nacional 7 que comunica Buenos Aires con Mendoza y Santiago de Chile situó a San Martín nuevamente en un lugar estratégico para las comunicaciones.

## Geografía
Se encuentra en una llanura con suave pendiente hacia el este, dentro de lo que se conoce como Llanura de la Travesía. El ambiente es árido y semiárido, con las características de un bolsón desarrollado. La llanura está conformada por una cuenca sedimentaria rellenada con mantos acarreados por el viento y el agua durante el Terciario y el Cuaternario. Los dos ríos que surcan la zona (el río Mendoza y el Tunuyán) transportan agua solamente en crecidas excepcionales, ya que sus torrentes son retenidos para el aprovechamiento en la parte superior.

### Población
Contaba con 49 491 habitantes (Indec, 2001), lo que representa un incremento del 9,2 % frente a los 45 341 habitantes (Indec, 1991) del censo anterior. El INDEC sitúa a la ciudad de San Martín en un aglomerado urbano conocido como San Martín - La Colonia, que casi alcanzaba los 80 000 hab. y es el 3.º aglomerado más poblado de la provincia. En este aglomerado San Martín incluye a la ciudad de Palmira, junto con la cual alcanzaban los 70 380 habitantes (Indec, 2001), o sea, un 8,7 % más que los 64 773 habitantes (Indec, 1991) del censo anterior.

### Clima
El clima corresponde al seco árido y semiárido de la clasificación climática de Köppen (BWh). La temperatura va desde los 43 °C en verano hasta los -7 °C en invierno, y las precipitaciones alcanzan los 262 mm.
| Parámetros climáticos promedio de San Martín (MZA), 1991-2020 | Parámetros climáticos promedio de San Martín (MZA), 1991-2020 | Parámetros climáticos promedio de San Martín (MZA), 1991-2020 | Parámetros climáticos promedio de San Martín (MZA), 1991-2020 | Parámetros climáticos promedio de San Martín (MZA), 1991-2020 | Parámetros climáticos promedio de San Martín (MZA), 1991-2020 | Parámetros climáticos promedio de San Martín (MZA), 1991-2020 | Parámetros climáticos promedio de San Martín (MZA), 1991-2020 | Parámetros climáticos promedio de San Martín (MZA), 1991-2020 | Parámetros climáticos promedio de San Martín (MZA), 1991-2020 | Parámetros climáticos promedio de San Martín (MZA), 1991-2020 | Parámetros climáticos promedio de San Martín (MZA), 1991-2020 | Parámetros climáticos promedio de San Martín (MZA), 1991-2020 | Parámetros climáticos promedio de San Martín (MZA), 1991-2020 |
| Mes                                                           | Ene.                                                          | Feb.                                                          | Mar.                                                          | Abr.                                                          | May.                                                          | Jun.                                                          | Jul.                                                          | Ago.                                                          | Sep.                                                          | Oct.                                                          | Nov.                                                          | Dic.                                                          | Anual                                                         |
| ------------------------------------------------------------- | ------------------------------------------------------------- | ------------------------------------------------------------- | ------------------------------------------------------------- | ------------------------------------------------------------- | ------------------------------------------------------------- | ------------------------------------------------------------- | ------------------------------------------------------------- | ------------------------------------------------------------- | ------------------------------------------------------------- | ------------------------------------------------------------- | ------------------------------------------------------------- | ------------------------------------------------------------- | ------------------------------------------------------------- |
| Temp. máx. abs. (°C)                                          | 42.7                                                          | 39.8                                                          | 37.8                                                          | 33.6                                                          | 29.4                                                          | 30.1                                                          | 27.6                                                          | 33.5                                                          | 36.5                                                          | 40.4                                                          | 40.5                                                          | 43.3                                                          | 43.3                                                          |
| Temp. máx. media (°C)                                         | 32.9                                                          | 31.2                                                          | 28.5                                                          | 23.6                                                          | 19.2                                                          | 16.2                                                          | 15.8                                                          | 19.0                                                          | 22.2                                                          | 25.9                                                          | 29.4                                                          | 32.2                                                          | 24.7                                                          |
| Temp. media (°C)                                              | 25.2                                                          | 23.5                                                          | 20.9                                                          | 15.9                                                          | 11.7                                                          | 8.4                                                           | 7.6                                                           | 10.4                                                          | 14.0                                                          | 18.1                                                          | 21.7                                                          | 24.4                                                          | 16.8                                                          |
| Temp. mín. media (°C)                                         | 18.3                                                          | 16.9                                                          | 15.0                                                          | 10.5                                                          | 6.6                                                           | 3.0                                                           | 1.9                                                           | 4.1                                                           | 7.3                                                           | 11.1                                                          | 14.4                                                          | 17.0                                                          | 10.5                                                          |
| Temp. mín. abs. (°C)                                          | 8.2                                                           | 6.3                                                           | 3.3                                                           | -0.3                                                          | -6.6                                                          | -4.8                                                          | -7.4                                                          | -7.0                                                          | -2.8                                                          | -0.5                                                          | -0.3                                                          | 4.2                                                           | -7.4                                                          |
| Precipitación total (mm)                                      | 48.0                                                          | 45.0                                                          | 47.1                                                          | 19.5                                                          | 10.9                                                          | 3.1                                                           | 3.1                                                           | 5.9                                                           | 8.4                                                           | 15.4                                                          | 26.6                                                          | 29.6                                                          | 262.4                                                         |
| Días de precipitaciones (≥ )                                  | 6.4                                                           | 5.3                                                           | 4.3                                                           | 2.9                                                           | 2.5                                                           | 1.1                                                           | 1.2                                                           | 1.5                                                           | 1.9                                                           | 2.5                                                           | 3.8                                                           | 4.6                                                           | 38.0                                                          |
| Humedad relativa (%)                                          | 53.5                                                          | 58.6                                                          | 63.8                                                          | 67.5                                                          | 69.8                                                          | 66.4                                                          | 61.3                                                          | 53.8                                                          | 50.9                                                          | 49.7                                                          | 48.8                                                          | 48.8                                                          | 57.7                                                          |
| Fuente: Servicio Meteorológico Nacional                       |                                                               |                                                               |                                                               |                                                               |                                                               |                                                               |                                                               |                                                               |                                                               |                                                               |                                                               |                                                               |                                                               |

### Sismicidad
La sismicidad del área de Cuyo (centro oeste de Argentina) es frecuente y de intensidad baja, y un silencio sísmico de terremotos medios a graves cada 20 años.
Sismo de 1861Aunque dicha actividad geológica catastrófica, ocurre desde épocas prehistóricas, el terremoto del 20 de marzo de 1861 (164 años) señaló un hito importante dentro de la historia de eventos sísmicos argentinos ya que fue el más fuerte registrado y documentado en el país. A partir del mismo la política de los sucesivos gobiernos mendocinos y municipales han ido extremando cuidados y restringiendo los códigos de construcción. Y con el terremoto de San Juan de 1944 del 15 de enero de 1944 (81 años) el gobierno sanjuanino tomó estado de la enorme gravedad sísmica de la región.
Sismo del sur de Mendoza de 1929Muy grave, y al no haber desarrollado ninguna medida preventiva, mató a 30 habitantes.
Sismo de 1985Fue otro episodio grave, de 9 segundos de duración, llegó a derrumbar el viejo Hospital del Carmen (Godoy Cruz).

## Economía
Las principal actividad económica es el cultivo e industrialización de la vid. Luego siguen el cultivo e industrialización de frutas y hortalizas. General San Martín basa así su economía en la agroindustria, una de las actividades símbolo de la provincia y uno de los principales centros agroindustriales del país.

### Turismo
El turismo tiene tres actividades importantes:
- Agro turismo: incluye el recorrido de algunas de las numerosas fincas productivas de la zona, siendo un paso obligado en el circuito conocido como la Ruta del Vino de Mendoza.

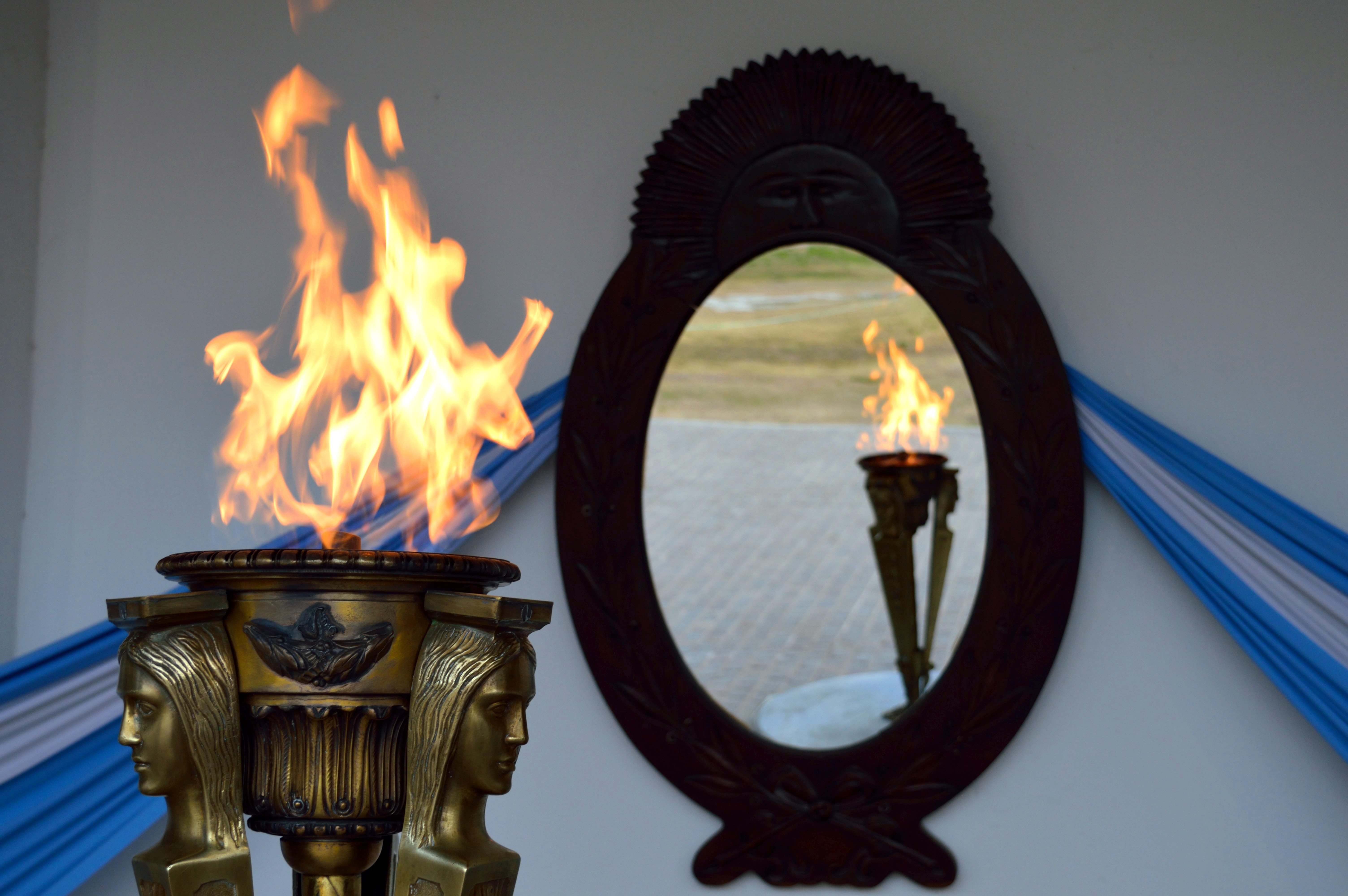
Fuego de la llama votiva que evoca el espíritu del Padre de la Patria, Gral. José de San Martín, fue traído desde la catedral de Buenos Aires, al museo histórico Las Bóvedas del departamento de San Martín.

- Fuego de la llama votiva que evoca el espíritu del Padre de la Patria, Gral. José de San Martín,  fue traído desde la catedral de Buenos Aires, al museo histórico Las Bóvedas del departamento de San Martín.Circuito histórico: forman parte del mismo algunos sitios que permiten recordar la campaña del general San Martín a inicios del siglo XIX (Museo Histórico Circuito histórico: forman parte del mismo algunos sitios que permiten recordar la campaña del general San Martín a inicios del siglo XIX) (Museo Histórico Las Bóvedas cuyo predio forma parte de la Chacra de Los Barriales, que era propiedad del general San Martín a comienzos del siglo XIX y que el Padre de la Patria llamaba “Mi Tebaida” (soledad profunda). A principios de octubre de 1816,  San Martín solicitó al gobierno de Mendoza (a cargo de Toribio de Luzuriaga) 50 cuadras de tierra en ese sitio, el gobernador le otorgó  lo solicitado y le agregó unas 200 cuadras más para su hija, Mercedes Tomasa. En este lugar, es en el que quería quedarse a vivir el resto de su vida, pero los avatares de la vida política, lamentablemente, se lo impidieron. Así se evidencia en carta que el prócer enviara a su gran amigo Tomás Guido cuando le escribe: “Vivo en una casita en el campo, en compañía de mi hermano Justo; ocupó mis mañanas cuidando un pequeño jardín y en mi taller de carpintería; por las tardes doy un paseo y en las noches lectura de algunos libros. Usted dirá que soy feliz .Y si, amigo mío, verdaderamente lo soy. A pesar de esto ¿creerá usted si le aseguro que mi alma encuentra un vacío que existe en la felicidad misma?... El vacío de no estar en Mendoza…”        Al cumplirse el bicentenario del Departamento de Gral. San Martín, el 20 de diciembre de 2016, la comuna decidió traer desde la catedral de Bs. As., lugar donde se encuentra la tumba del libertador, el fuego de la llama votiva que brilla en ella. Para albergar ese fuego, en el ingreso norte del museo Las Bóvedas, se construyó un monumento en madera, mármol y bronce en cuyo centro flamea la llama votiva que está protegida por un enrejado . Ella representa el espíritu de uno de los grandes patriotas argentinos, José de San Martín, vecino ilustre del Departamento de San Martín.). También existen un par de antiguos oratorios en las poblaciones cercanas. Una de ellas, Villa Molino Orfila, donde aún se conserva la casa de adobe que perteneció al General y una piedra del molino harinero que este construyó para alimentar a su ejército en el cruce a Chile. El territorio está rodeado por el Canal de la Patria, que fue construido por José de San Martín con el fin de obtener agua para regar las tierras de la zona.
- Ecoturismo: la planicie erosionada forma dunas al este del departamento, que se completa con la vegetación espinosa y animales típicos de la llanura argentina como liebres, maras, vizcachas y aves carroñeras.

## Deportes
La institución más reconocida es el Atlético Club San Martín, en el cual se destaca la práctica del fútbol y el hockey sobre patines.
También Casa de Italia es uno de los lugares de donde han surgido deportistas de alto rendimiento en el hockey sobre patines, ambas instituciones han incluido personas tales como: el capitán y campeón mundial con la selección argentina en Reus España (1999) Gabriel Cairo, Pablo Cairo Capitán y campeón Olímpico Selección Argentina Barcelona 1992, Mario Valentín Rubio, Capitán y campeón del Mundo Selección Argentina Novara 1984, Alejandro Cairo, Campeón Olímpico Selección Argentina Barcelona 1992.
La figura de Lanús, Marcelino Moreno, es oriundo de la ciudad mendocina.

## Personalidades Reconocidas
- Anna Larroucau, (1864-1956), francesa, filántropa, pionera de la vitivinicultura en San Martín, fundadora de la Primera Sociedad de Beneficencia de San Martín. Vda. de Leopoldo Lucero, hacendado, sobrino del gobernador de San Luis, Pablo Lucero.
- Bernardo Llaver, piloto de automovilismo de velocidad que desarrolla su actividad en el TC 2000.
- Santiago Felipe Llaver, político argentino, U.C.R. Gobernador de Mendoza (1983-87) durante parte de la Presidencia del Dr. Raúl Alfonsín. Nacido en San Martín.
- Mario Hipólito González, aviador de Malvinas. Grado: capitán (PM). Especialidad: navegador militar, n. 6 de septiembre de 1947, residencia: Palmira Mendoza. Falleció 1 de mayo de 1982, en el Atlántico Sur (50 NM al norte de la Isla Soledad) junto al primer teniente Mario Hipólito González el teniente Eduardo de Ibáñez, ambos tripulantes del Canberra B-110 fueron derribados sin que se los pudiera rescatar.
- Francisco Medina, militar argentino, nacido en San Martín, descubre el Paso Garibaldi vivió en ciudad de Río Grande (Tierra del Fuego).
- Santiago Federico Lucio Lucero (1826-ca 1875), Subdelegado de San Martín, honrado por el gobierno provincial.[5]
- Don Manuel Josef Martínez de Rosas (1805-1862) (sobrino de Juan Martínez de Rozas influyente político y prócer de la independencia chilena, presidente del primer congreso nacional de Chile) casado con la puntana doña Vicenta L. Lucero Espinosa (ca 1815-1886, sobrina del Gobernador de San Luis, Pablo Lucero); criadores y agricultores, vecinos de la finca de don José de San Martín.[6][7]
- Leandro Jerónimo Aguilera, conocido como "Tato", nacido en San Martín, excelente periodista deportivo, equilibrado y objetivo. Trabaja en TyC Sports, Radio Mitre, Diario Los Andes y cubre al Club Atlético Boca Juniors en Argentina y el mundo. Hincha del "Chacarero" y el "Xeneize".
- Luis Profili, compositor, autor de la famosa Zamba de mi esperanza.
- José San Román, futbolista que se ha desempeñado en la Primera División Argentina, con pasado en Tigre, San Lorenzo, Arsenal, entre otros. Actualmente juega en Huracán.
- Gustavo Reggi, futbolista con reconocimiento nacional e internacional. Hijo del glorioso y legendario "gringo" Enrique Juan Reggi,[8] arquero del A.C.S.M. Inferiores en A.C.S.M. (Atlético Club San Martín), goleador del Torneo Apertura 1996 jugando para Ferro Carril Oeste. Se desempeñó además en Independiente, Gimnasia de La Plata, Quilmes, Reggina (Italia), Levante (España), entre otros.
- Esteban Andrada, futbolista (arquero). Jugó en las inferiores del A.C.S.M. (Atlético Club San Martín); después juega en Arsenal de Sarandí, Lanús, y se consagra en Boca Juniors. Campeón con estos dos últimos clubes. Es convocado a la Selección Nacional Argentina Sub-20 y posteriormente a la  Selección Argentina, y considerado el mejor arquero del país durante 2019. Dueño del récord de imbatibilidad de 1129 minutos[9] de valla invicta en el fútbol argentino, jugando para Boca Juniors. Actualmente en el F.C. Monterrey de la Liga Mexicana de F.
- Gerardo A. Adaro nacido en San Martín (1964), Ingeniero Civil UNC (Universidad Nacional de Cuyo), Director de megaproyectos de ingeniería en toda América Latina.[10] Empresas constructoras José Cartellone Construcciones Civiles S.A. y Caminos del Río Uruguay S.A Participante activo en congresos y foros internacionales. Profesor invitado en FADU - UBA[11][12][13][14][15] (Universidad de Buenos Aires), integrante Subcomisión Historia / Dpto. Cultura C.A.B.J.[16][17] (Club Atlético Boca Juniors);  Autor de propuestas de ampliación Estadio Alberto J. Armando (La Bombonera). Coautor de proyecto estadio Bombonera Siglo XXI[18] en terrenos de Casa Amarilla, La Boca CABA. Directivo del CABJ en Asamblea de Representantes (2023-2027).
- Aída Kemelmajer, eminente jurista, antiguamente miembro de la Corte Suprema de Justicia de la provincia de Mendoza. Ha recibido numerosos premios y distinciones nacionales e internacionales, y es autora de destacadas obras de derecho privado.
- Yésica Marcos, apodada La Leona o El Bombón Asesino (5 de marzo de 1986), es una boxeadora argentina. En 2009 se consagró campeona mundial de peso supergallo de la WBA y en 2011 campeona mundial de la WBO, en la misma categoría.

### Primer intendente de la democracia 1983
Herminio Sánchez nació en 1920, militó desde muy joven dentro de las filas de la Unión Cívica Radical del Pueblo. En 1983 fue impulsado como intendente por el grupo interno Movimiento de Renovación y Cambio, liderado a nivel nacional por Raúl Alfonsín. Herminio Emeterio Sánchez fue elegido intendente en 1983. Desde la gestión, Sánchez impulsa la construcción de una decena de barrios, se preocupa por el tendido de la red de gas natural, de la modernización del parque automotor y de la reparación de puentes con problemas de vieja data. En la medida en que se centraba en la gestión municipal fue alejándose del entramado partidario que lo llevaron al poder. Concluye su gestión como intendente en 1987.

## Ciudades hermanadas
- La Colonia, Junín, Mendoza (Argentina)
- Socuéllamos, provincia de Ciudad Real, Castilla-La Mancha (España)

## Parroquias de la Iglesia Católica
| Arquidiócesis | Mendoza                                                                     |
| ------------- | --------------------------------------------------------------------------- |
| Parroquias    | Nuestra Señora del Carmen, Nuestra Señora del Líbano, San Pedro y San Pablo |